# Demeaco Duhaney
Demeaco D'Vaughn Duhaney (Manchester, 13 ottobre 1998) è un calciatore inglese, difensore dell'İstanbulspor.

## Caratteristiche tecniche
È un terzino destro.

## Carriera

### Club
Inizia a giocare a calcio nelle giovanili del Manchester City.  Il 17 agosto 2018 si trasferisce a parametro zero all'Huddersfield Town, firmando un contratto biennale. Esordisce in Premier League il 26 febbraio 2019 nel successo interno contro il Wolverhampton (1-0).
Il 31 agosto 2021 viene ingaggiato dallo Stoke City. Il 9 settembre 2022 passa in prestito all'İstanbulspor, nel campionato turco. Il 24 luglio 2023 firma un quadriennale con il club giallonero.

### Nazionale
Nel 2017 ha disputato due incontri con la selezione Under-20.

## Statistiche

### Presenze e reti nei club
Statistiche aggiornate al 1º settembre 2024.
| Stagione                 | Squadra                  | Campionato               | Campionato | Campionato | Coppe nazionali | Coppe nazionali | Coppe nazionali | Coppe continentali | Coppe continentali | Coppe continentali | Altre coppe | Altre coppe | Altre coppe | Totale | Totale |
| Stagione                 | Squadra                  | Comp                     | Pres       | Reti       | Comp            | Pres            | Reti            | Comp               | Pres               | Reti               | Comp        | Pres        | Reti        | Pres   | Reti   |
| ------------------------ | ------------------------ | ------------------------ | ---------- | ---------- | --------------- | --------------- | --------------- | ------------------ | ------------------ | ------------------ | ----------- | ----------- | ----------- | ------ | ------ |
| 2018-2019                | Huddersfield Town        | PL                       | 1          | 0          | FACup+CdL       | 0               | 0               | -                  | -                  | -                  | -           | -           | -           | 1      | 0      |
| 2019-2020                | Huddersfield Town        | FLC                      | 6          | 0          | FACup+CdL       | 0               | 0               | -                  | -                  | -                  | -           | -           | -           | 6      | 0      |
| 2020-2021                | Huddersfield Town        | FLC                      | 13         | 0          | FACup+CdL       | 1+0             | 0               | -                  | -                  | -                  | -           | -           | -           | 14     | 0      |
| Totale Huddersfield Town | Totale Huddersfield Town | Totale Huddersfield Town | 20         | 0          |                 | 1               | 0               |                    | -                  | -                  |             | -           | -           | 21     | 0      |
| 2021-2022                | Stoke City               | FLC                      | 3          | 0          | FACup+CdL       | 1+2             | 0               | -                  | -                  | -                  | -           | -           | -           | 6      | 0      |
| 2022-2023                | İstanbulspor             | SL                       | 18         | 1          | TK              | 2               | 0               | -                  | -                  | -                  | -           | -           | -           | 20     | 1      |
| 2023-2024                | İstanbulspor             | SL                       | 27         | 1          | TK              | 0               | 0               | -                  | -                  | -                  | -           | -           | -           | 27     | 1      |
| 2024-2025                | İstanbulspor             | 1L                       | 3          | 0          | TK              | 0               | 0               | -                  | -                  | -                  | -           | -           | -           | 3      | 0      |
| Totale İstanbulspor      | Totale İstanbulspor      | Totale İstanbulspor      | 48         | 2          |                 | 2               | 0               |                    | -                  | -                  |             | -           | -           | 50     | 2      |
| Totale carriera          | Totale carriera          | Totale carriera          | 71         | 2          |                 | 6               | 0               |                    | -                  | -                  |             | -           | -           | 77     | 2      |